# Carl Spitteler
Carl Spitteler, född den 24 april 1845 i Liestal, död den 29 december 1924 i Luzern, var en schweizisk författare som belönades med Nobelpriset i litteratur 1919.

## Biografi
Spitteler var under uppväxtåren starkt intresserad av teckning och musik, studerade 1863–1865 juridik vid universitetet i Basel, övergick därefter till teologin, som han studerade i Zürich 1866, Heidelberg och Basel, där han våren 1871 tog sin examen. Därefter vistades han som huslärare i Ryssland 1871–1879, var 1879–1885 lärare vid skolor i Bern och Neuveville, varpå han hade plats som tidningsman i Basel och Zürich till 1892. Ett arv gjorde honom ekonomiskt oberoende varvid han bosatte sig i Luzern och ägnade sig på heltid åt sitt författarskap.
Efter mångåriga förberedelser debuterade han som författare 1880 under pseudonymen Felix Tandem med den i viss mån om Friedrich Nietzsches Also sprach Zarathustra påminnande men tidigare utgivna Prometheus und Epimetheus (3:e upplagan 1911). I en av bibelns stil påverkad, rytmisk prosa gav Spitteler genom detta mytiska epos en svårmodigt storslagen bild av sin livsuppfattning. De från grekiska och hebreiska mytologin hämtade namnen på diktens gestalter bärs av väsen, som genomlever av Spitteler fritt uppfunna öden. Den stora, handlande och lidande personligheten är diktens hjälte och manande ideal, motsatsen mellan hjältar och hjordmänniskor (Nietzsches "de mycket-för-många"), gudar och avgudar, själsstorhet och sinnlig njutning dess patos.
Denna, trots sin åskådlighet och kraft inte lättillgängliga diktning med sin heroiska och mot "tidsandan" oppositionella åskådning gick absolut obemärkt förbi. Extramundana (1882; 2:a upplagan 1905) ger sju allegoriska dikter (på femfotade trokéer) om världens uppkomst. Schmetterlinge (1889; 2:a upplagan 1907), Balladen (1896; 2:a upplagan 1906) och Glockenlieder (1906; 2:a upplagan 1910), tre samlingar mindre, lyriska och episka dikter, inte alltid formbehärskade, men rika på visuell skönhet, prakt och glans, och djupsinniga parabler.
Liksom för att vinna mer realitet i sin framställning uppsökte han i berättelsesamlingen Friedli der Kolderi (1891) olika moderna prosaformer: rysk naturalism, fransk följetongsstil med mera. Gustav (1892) är en idyll, där ungdomsminnen bidragit till stämningens ro. Betydelsefullast av hans prosaberättelser är Conrad, der leutnant (1898; 2:a upplagan 1906), en med säregen naturalistisk teknik given, mörk och hård framställning ur samtidslivet. Skarp, åt olika sidor riktad litterär satir är innehållet i parablerna Literarische Gleichnisse (1892; 2:a upplagan 1908).
Lachende Wahrheiten (1898; 2:a upplagan 1905) samlar Spittelers alltifrån 1880 skrivna essäer och smärre uppsatser. Till Spittelers mindre verk hör även den friska pojkboken Die Mädchenfeinde (skriven 1890–1891, i bokform 1907; "Flickhatarne Gerold och Hansli", 1913). 1900–1904 utkom Spittelers största och personligaste verk, Olympischer Frühling (en omarbetning utgavs 1909; ny upplaga 1911), ett mytologiskt epos på rimmad, sexfotad jambisk vers, vars gestaltning påminner om konstnären Max Klinger, är liksom hans första arbete fyllt av gestalter, vilkas namn hämtats från den grekiska myten, trots att deras väsen och öden fritt skapats av skalden.
Sitt nobelpris fick Carl Spitteler i första hand just för sitt versepos Olympischer Frühling ('Olympisk vår'), en sorts vidarediktning av grundberättelsen i den grekiska mytologin, inspirerad av Arthur Schopenhauers filosofi och med genomgående anspelningar på författarens egen samtid. Verket har bedömts mycket olika av litteraturkritiker och -forskare alltsedan den första versionen publicerades 1900-05 (en reviderad, andra version utgavs 1910). Det är ett av flera tyskspråkiga försök från denna tid att förnya den för den moderna litteraturen problematiska eposgenren. Spitteler lade vikt vid att hans försök var allvarligt menat, med det klassiska eposets naiva grundton bevarad.
Av Ruben Berg får verket följande omdöme i Nordisk Familjebok: "Icke ett strängt slutet konstverk, utan en episodrik, i hvad man kallat "realistisk idealstil" affattad sångsamling med symbolisk innebörd, är denna dikt en fv den samtida litteraturens egendomligaste företeelser. Sublim i sin själfständiga, personligt fantasifulla och energiskt genomförda konst, kan "Olympischer Frühling" sägas vara rik på ädelt andligt patos och plastisk skönhet, i hvilken man skönjer en förening af helleniskt och schweiziskt. Språklig djärfhet, men äfven språkligt tvång utmärker formen, hög idealitet i den etiska åskådningen, stundom ej alldeles fri från trots på egen egendomlighet, och, framför allt, den lefvande, men i åtskilligt främmande och godtyckligt gestaltade mytvärld, dit händelserna äro förlagda, gör osannolikt, att den någonsin skall komma i åtnjutande af allmänynnest, liksom ett och annat hos Spitteler otvetydigt vittnar om, att viljan trädt i ställe för inspirationen." 
Spittelers psykologiska roman Imago (1906; 7 000 exemplar 1911) innehåller i omdiktning hans egen själs- och utvecklingshistoria. Den lästes av Sigmund Freud och fick betydelse för utvecklingen av psykoanalysen (den 1912 grundade psykoanalytiska tidskriften Imago fick sitt namn efter Spittelers roman). Detta är dock ett ganska otypiskt verk för Spitteler. Meine frühesten Erlebnisse (1914) innehåller minnesbilder från hans barnaår. Landskapsskildring är Der Gotthard (1897). År 1917 utkom ytterligare ett arbete av Spitteler, Der Neffe des Herrn Bezenval.